# Galtzagorriak
Galtxagorriak significa, in basco, "pantaloni rossi". 
Nella mitologia basca, essi sono un tipo di iratxoak (ossia folletti) baschi.
Secondo la leggenda, un contadino che cercava un modo per lavorare di meno fu informato che in un negozio di Bayonne si vendeva una scatola di galtzagorriak. Una volta comprata, tornò alla sua fattoria ed aprì la scatola. Subito ne uscirono dei piccoli folletti con i calzoni rossi, che chiesero: "Cosa dobbiamo fare?". Immediatamente, li mise al lavoro: riparare lo steccato, arare i campi, mungere le mucche... in pochi minuti i galtzagorriak avevano già terminato, e subito chiesero "Cosa dobbiamo fare?". Il contadino diede loro altre cose da fare, ma di nuovo terminarono in fretta. Così chiesero ancora cosa dovessero fare. Il contadino risponde: "Nulla". Così i folletti, disperati, sfasciarono tutto quello che avevano fatto. Il contadino li catturò, li ripose nella scatola e, da allora in poi, decise di fare da solo il proprio lavoro.